# Mirosław Gronicki
Mirosław Gronicki, né le 26 décembre 1950 à Puck, est un universitaire et homme d'État polonais. Il est ministre des Finances entre juillet 2004 et octobre 2005.

## Biographie

### Formation et vie professionnelle
En 1972, il sort diplômé de la faculté d'économie des transports de l'université de Gdańsk. Il obtient un doctorat de sciences économiques cinq ans plus tard. Il enseigne l'économie entre 1987 et 1993 dans de nombreux établissements étrangers, notamment l'université de Pennsylvanie à Philadelphie et l'université Charles de Prague.
Ayant ensuite travaillé auprès d'organisations internationales comme la Banque mondiale, l'Organisation des Nations unies et l'Union européenne, il revient en Pologne en 1998. Il occupe alors un poste de macroéconomiste à l'Institut de recherche sur l'économie de marché à Gdańsk.
Il occupe de 2000 à 2004 le poste d'économiste en chef à la Bank Millenium.

### Parcours politique
Le 21 juillet 2004, Mirosław Gronicki est nommé ministre des Finances dans le gouvernement minoritaire de coalition du social-démocrate Marek Belka. Il occupe ce poste jusqu'au 31 octobre 2005, et se retire de la vie politique.
Il est nommé en 2010 membre du conseil national de développement (NRR) par le président de la République Lech Kaczyński.